# Herbert Weißbach
Herbert Weißbach (* 12. November 1901 in Bernburg (Saale); † 13. Oktober 1995 in Berlin) war ein deutscher Schauspieler, Kabarettist, Hörspiel- und Synchronsprecher.

## Leben
Der Sohn eines Oberingenieurs nahm zunächst privaten Schauspielunterricht und verbrachte danach seine Volontärzeit am Landestheater Altenburg. 1921 gab er sein Bühnendebüt am Leipziger Schauspielhaus als Chevalier Damartin in Rudolf Presbers Liselotte von der Pfalz. Es folgten Bühnenengagements in Leipzig, Dresden, Mannheim, Berlin (unter anderem Hebbel am Ufer) sowie am Millowitsch-Theater in Köln. Zudem war er als freier Schauspieler jeweils unter der Regie von Rudolf Noelte an verschiedenen Bühnen tätig.
Gemeinsam mit Richard Tauber gab der ausgebildete Operettensänger Weißbach außerdem Gastspiele in Den Haag, Amsterdam, London und Paris. Außerdem wirkte er ab 1934 auch bei Kabarettprogrammen mit (zum Beispiel Ulenspiegel).

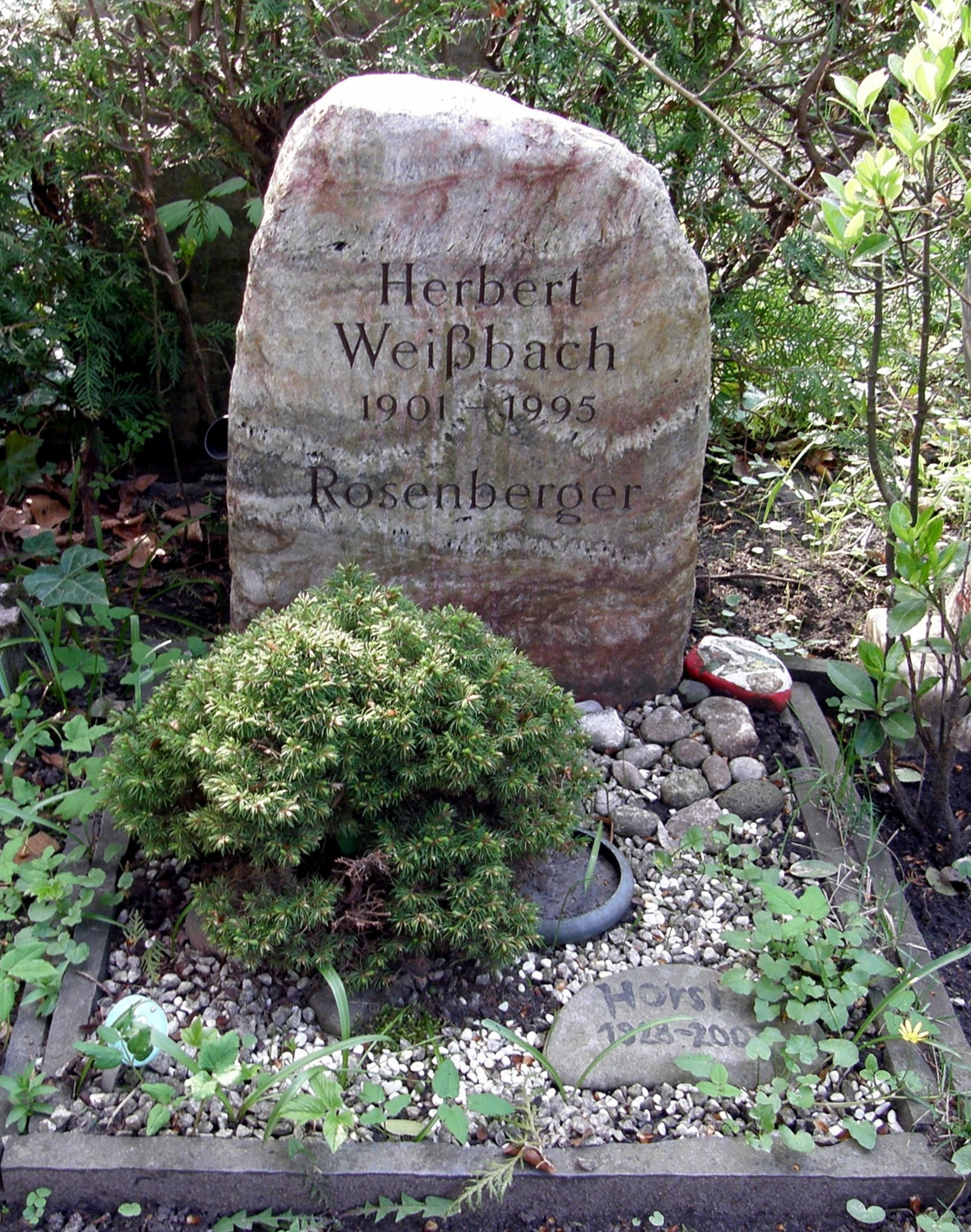
Weißbachs Grab auf dem Friedhof Wilmersdorf

Sein Filmdebüt gab Weißbach 1935 in Géza von Bolvárys Drama Stradivari. In seiner fast 60 Jahre umfassenden Karriere trat Weißbach in über 170 Film- und Fernsehproduktionen der unterschiedlichsten Genres auf. Dabei verkörperte er zumeist komische und schrullige Charaktere. Er spielte in Reinhold Schünzels Amphitryon – Aus den Wolken kommt das Glück (1935), neben Heinrich George in Sensationsprozeß Casilla (1939), in Helmut Käutners Drama Romanze in Moll (1943), in Robert A. Stemmles Nachkriegskomödie Berliner Ballade (1948), in Slatan Dudows Drama Unser täglich Brot (DEFA, 1949), neben Hans Albers in Der tolle Bomberg (1957), in Kurt Hoffmanns Dürrenmatt-Verfilmung Die Ehe des Herrn Mississippi (1961), in Harald Reinls Science-Fiction-Thriller Im Stahlnetz des Dr. Mabuse (1961), in der Günter-Grass-Verfilmung Katz und Maus (1967), in Otto Waalkes’ Otto – Der Film (1985) und unter der Regie von Andrzej Wajda in Rolf Hochhuths Eine Liebe in Deutschland (1983). 1987 wurde ihm für seine Verdienste um den Film das Filmband in Gold verliehen.
Auch in Fernsehproduktionen war Weißbach ein häufiger Gast. Er wirkte in Filmen der Reihen Stahlnetz und Die Unverbesserlichen sowie in Serien wie Derrick, Tatort und Die schnelle Gerdi mit. Noch im hohen Alter von über 90 Jahren spielte er regelmäßig Charakterrollen in Fernsehserien wie Der Landarzt, Lindenstraße und Praxis Bülowbogen oder in der Weihnachtsserie Ron und Tanja.
Darüber hinaus arbeitete Weißbach seit 1937 umfangreich als Synchronsprecher und lieh seine markante Stimme unter anderem Lew Ayres (Die Schlacht um den Planet der Affen), Joe E. Brown (Eine total, total verrückte Welt), Will Geer (Sturm über Washington), Wilfrid Hyde-White (Kampfstern Galactica), Spike Milligan (Drei Fremdenlegionäre) sowie dem Zwerg Schlafmütze (im Original: Pinto Colvig) im Disney-Zeichentrickklassiker Schneewittchen und die sieben Zwerge (deutsche Fassung von 1966). Er wirkte in zahlreichen Hörspielen mit (u. a. in der Reihe Professor van Dusen)
Herbert Weißbach ruht auf dem Städtischen Friedhof Wilmersdorf (Abteilung C9-UR-137) in Berlin.

## Filmografie (Auswahl)
- 1935: April, April!
- 1935: Sie und die Drei
- 1935: Stradivari
- 1935: Warum lügt Fräulein Käthe?
- 1935: Amphitryon – Aus den Wolken kommt das Glück
- 1938: Urlaub auf Ehrenwort
- 1938: Die kleine und die große Liebe
- 1938: Fahrendes Volk
- 1938: Capriccio
- 1938: Pour le Mérite
- 1938: Ich liebe Dich
- 1938: Du und ich
- 1939: Sensationsprozeß Casilla
- 1939/41: Frauen sind doch bessere Diplomaten
- 1940: Bismarck
- 1940: Wie konntest Du, Veronika!
- 1940: Der dunkle Punkt
- 1941: Immer nur Du
- 1941: U-Boote westwärts!
- 1941: Tanz mit dem Kaiser
- 1941: Frau Luna
- 1942: Hab mich lieb!
- 1943: Romanze in Moll
- 1944: Die Frau meiner Träume
- 1944: Ich hab’ von dir geträumt
- 1944/50: Verlobte Leute
- 1948: Berliner Ballade
- 1948: Der große Mandarin
- 1949: Unser täglich Brot
- 1952: Der bunte Traum
- 1953: Die Kaiserin von China
- 1953: Der Onkel aus Amerika
- 1953: Die Prinzessin und der Schweinehirt
- 1953: Rote Rosen, rote Lippen, roter Wein
- 1953: Hollandmädel
- 1953: Die geschiedene Frau
- 1954: Der Raub der Sabinerinnen
- 1955: Roman einer Siebzehnjährigen
- 1955: Sohn ohne Heimat
- 1955: Das Sandmännchen
- 1955: Ciske – ein Kind braucht Liebe
- 1955: Ina, Peter und die Rasselbande
- 1955: Urlaub auf Ehrenwort
- 1956: Schwarzwaldmelodie
- 1956: Die Halbstarken
- 1956: Du bist Musik
- 1956: Beichtgeheimnis
- 1957: Ferien auf Immenhof
- 1957: Der müde Theodor
- 1957: Der tolle Bomberg
- 1957: Das haut hin
- 1957: Das einfache Mädchen
- 1957: Schön ist die Welt
- 1958: Piefke, der Schrecken der Kompanie
- 1959: Am Tag, als der Regen kam
- 1959: Und das am Montagmorgen
- 1959: Peter schießt den Vogel ab
- 1960: Das Spukschloß im Spessart
- 1960: Ich schwöre und gelobe
- 1960: Freddy und die Melodie der Nacht
- 1960: Wir Kellerkinder
- 1960: Das Glas Wasser
- 1960: Das Haus voller Gäste (Fernsehfilm)
- 1960: Stefanie in Rio
- 1961: Bankraub in der Rue Latour
- 1961: Die Ehe des Herrn Mississippi
- 1961: Im Stahlnetz des Dr. Mabuse
- 1961: Der Traum von Lieschen Müller
- 1961: Zu jung für die Liebe?
- 1962: Das Mädchen und der Staatsanwalt
- 1963: Es war mir ein Vergnügen
- 1963: Ferien wie noch nie
- 1964: Ein Frauenarzt klagt an
- 1964: Die Tote von Beverly Hills
- 1966: Weiß gibt auf (Fernsehfilm)
- 1966: Förster Horn – Die Giftpilze (Fernsehserie)
- 1967: Katz und Maus
- 1967: Landarzt Dr. Brock
- 1967: Dem Täter auf der Spur (Fernsehserie) – 10 Kisten Whisky
- 1968: Die Unverbesserlichen: …und ihre Sorgen (Fernsehserie)
- 1968: Die Lümmel von der ersten Bank, Teil 1: Zur Hölle mit den Paukern
- 1968: Der Partyphotograph
- 1968: Bengelchen liebt kreuz und quer
- 1969: Rat mal, wer heut bei uns schläft
- 1969: Das ausschweifende Leben des Marquis de Sade (De Sade)
- 1969: Charley’s Onkel
- 1969: Pater Brown (Fernsehserie) – Wer war der Täter?
- 1969: Klassenkeile
- 1970: Wir – zwei
- 1970: Die Feuerzangenbowle
- 1970: Liebling, sei nicht albern!
- 1970: Nicht nur zur Weihnachtszeit
- 1970: Drüben bei Lehmanns (Fernsehserie)
- 1971: Unser Willi ist der Beste
- 1971: Kolibri (Fernsehfilm)
- 1973: Ein Fall für Männdli (Fernsehserie, eine Folge)
- 1973: Die Powenzbande (Fernsehfilm)
- 1975: Der Stechlin (Fernsehfilm)
- 1976: Derrick (Fernsehserie, eine Folge)
- 1977: Stunde Null (Fernsehfilm)
- 1978: Die Frau gegenüber
- 1980: Warum die UFOs unseren Salat klauen
- 1981: Beate und Mareile
- 1983: Eine Liebe in Deutschland
- 1985: Didi und die Rache der Enterbten
- 1985: Otto – Der Film
- 1986: Caspar David Friedrich – Grenzen der Zeit
- 1986–1991: Ein Heim für Tiere (Fernsehserie, mehrere Folgen)
- 1987–1995: Praxis Bülowbogen (Fernsehserie)
- 1988: Die Senkrechtstarter
- 1988–1994: Lindenstraße (Fernsehserie, fünf Folgen)
- 1988: Die Männer vom K3 – Familienfehde
- 1989: Die Schwarzwaldklinik (Fernsehserie, eine Folge)
- 1991: Großstadtrevier (Fernsehserie, eine Folge)
- 1992: Dead Flowers
- 1993: Tatort – Amoklauf
- 1994: Oben – Unten
- 1994: Liebling Kreuzberg (Fernsehserie, eine Folge)

## Synchronrollen (Auswahl)
Quelle: Deutsche Synchronkartei
| Schauspieler         | Film/Serie                                             | Rolle                       |
| -------------------- | ------------------------------------------------------ | --------------------------- |
| Arthur Hunnicutt     | Cat Ballou – Hängen sollst du in Wyoming               | Butch Cassidy               |
| Arthur Malet         | Mary Poppins                                           | Mr. Dawes jr.               |
| Carmen Filpi         | Cagney & Lacey (Fernsehserie)                          | Obdachloser                 |
| Cecil Kellaway       | Orchid, der Gangsterbruder (Synchro 1979)              | Brother Goodwin             |
| Charles Lane         | Aristocats                                             | George Hautecourt           |
| Dharmadasa Kuruppu   | Indiana Jones und der Tempel des Todes                 | Dorfhäuptling               |
| Dick Emery           | Yellow Submarine                                       | Lord Mayor                  |
| Doodles Weaver       | Alfred Hitchcock präsentiert (Fernsehserie)            | Gregg                       |
| Doodles Weaver       | Starsky und Hutch (Fernsehserie)                       | Eddie Hoyle                 |
| Ernest Anderson      | Vorhang auf!                                           | Kofferträger                |
| Eugenio Galadini     | Lanky Fellow – Der einsame Rächer                      | alter Mann                  |
| Fernando Cerulli     | Milano Kaliber 9                                       | Hotelportier                |
| Geo Georgey          | Liebe im Süden                                         | Cabassus                    |
| George Clutesi       | Die Prophezeiung                                       | M'Rai                       |
| George „Gabby“ Hayes | Held der Prärie (2. Synchro)                           | Breezy                      |
| Hank Bell            | San Francisco Lilly                                    | Hank                        |
| Hank Worden          | MacLintock                                             | Curly Fletcher              |
| Henri Piccoli        | Das große Fressen                                      | Hector                      |
| Henri Piccoli        | Berühre nicht die weiße Frau (Synchro 1989)            | Sitting Bulls Vater         |
| Herbert Weißbach     | Zeit zu leben und Zeit zu sterben                      | Heinz                       |
| Herbert Weißbach     | Im Stahlnetz des Dr. Mabuse                            | Leichenbeschauer            |
| Herbert Weißbach     | Das ausschweifende Leben des Marquis de Sade           | M. de Montreuil             |
| Hubert Deschamps     | French Can Can                                         | Garcon Isidore              |
| James Whitmore       | Asphalt-Dschungel                                      | Gus Minissi                 |
| Jan de Koning        | Verfluchtes Amsterdam                                  | Tinus                       |
| Jester Hairston      | Alamo                                                  | Jethro                      |
| Joe Rice             | Barfly                                                 | Alter Säufer                |
| Leonard Carey        | Gefährliche Liebe                                      | Chauffeur Jim (Eric)        |
| Leonard Carey        | Die Bestie                                             | Butler Steven               |
| Lucien Callamand     | Der Fall des Dr. Laurent (BRD-Synchro)                 | Schuldirektor Bertrand      |
| Norman Ainsley       | Flucht aus Paris (Synchro 1952)                        | Kutscher                    |
| Peter Brocco         | Auf leisen Sohlen kommt der Tod                        | Alter Mann im Polizeirevier |
| Pierre Berlin        | Babette zieht in den Krieg                             | Herzog                      |
| Pietro Tordi         | Momo                                                   | Onkel Ettore                |
| Pinto Colvig         | Schneewittchen und die sieben Zwerge (2. Synchro 1966) | Schlafmütz                  |
| Pinuccio Ardia       | Ein Hallelujah für Camposanto                          | Waffenhändler               |
| Ray Bolger           | Das zauberhafte Land                                   | Hunk/Vogelscheuche          |
| Redd Foxx            | Wenn es Nacht wird in Manhattan                        | Onkel Budd                  |
| Roger Carel          | Lucky Luke – Sein größter Trick                        | Matthew Bones               |
| Spike Milligan       | Drei Fremdenlegionäre                                  | Crumble                     |
| Spike Milligan       | Die verrückte Geschichte der Welt                      | Monsieur Rimbaud            |
| Sterling Holloway    | Won Ton Ton – der Hund, der Hollywood rettete          | alter Mann im Bus           |
| Ted Carroll          | Flash Gordon                                           | Biro                        |
| Will Geer            | Sturm über Washington                                  | Senator Warren Strickland   |
| Will Wright          | Kleine tapfere Jo                                      | Ladenbesitzer               |
| Will Wright          | Tal der Rache                                          | Mr. Willoughby              |

## Hörspiele (Auswahl)
- 1950: Ellie Tschauner: Amtliche Schaumschlägerei oder Zehn Eier amtlich zu Schaum geschlagen (Wunschmann) – Regie: Ellie Tschauner (RIAS Berlin)
- 1955: Hugo von Hofmannsthal: Jedermann. Das Spiel vom Sterben des reichen Mannes (Dünner Vetter) – Regie: Hans Bernd Müller (SFB)
- 1958: Thierry: Pension Spreewitz (Von allerlei kuriosen Pensionsgästen, Folge 12, Erstsendung 17. Mai 1958) – Regie: Ivo Veit (RIAS Berlin)
- 1959: Thierry: Pension Spreewitz (Das Skatspiel, Folge 30, Erstsendung 24. Januar 1959) – Regie: Ivo Veit (RIAS Berlin)
- 1964–1978: Diverse Autoren: Damals war's – Geschichten aus dem alten Berlin (in zehn Geschichten mit 121 Folgen hatte er eine durchgehende Rolle) – Regie: Ivo Veit u. a. (40 Geschichten in 426 Folgen) (RIAS Berlin)
- 1973: Rodney David Wingfield: Aasgeier (Arnold) – Regie: Otto Düben (Kriminalhörspiel – SDR)
- 1978: Rainer Puchert: Das Märchen von Hannes und dem Riesen (Der Gelehrte) – Regie: Günther Sauer (Kinderhörspiel – SDR/HR)
- 1980: J. R. R. Tolkien: Der Hobbit – Regie: Heinz Dieter Köhler (Hörspiel – WDR)
- 1994: Horst Bosetzky: Volles Risiko – Regie: Albrecht Surkau (Kriminalhörspiel – DLR)

## Auszeichnungen
- 1987: Filmband in Gold